# Apodemus gurkha
Apodemus gurkha (Аподемус гімалайський) — вид гризунів роду Apodemus.

## Середовище проживання
Ендемік Непалу. Займає висотний діапазон від 2400 до 3500 м. Зустрічається в помірній гірській місцевості, у рододендронових та хвойних лісах.

## Звички
Нічний і наземний вид. 

## Загрози та охорона
Загрози включають втрату середовища проживання і ловля тварин для місцевого споживання. Вид не захищений законодавством Непалу. Чи проживає в охоронних територіях, невідомо.